# Sirvard Emirzyan
Sirvard Emirzyan (n. 5 iunie 1966, Erevan, Republica Sovietică Socialistă Armeană, URSS) este o săritoare în apă ce a reprezentat Uniunea Republicilor Sovietice Socialiste, medaliată olimpică. A participat la o ediție a Jocurilor Olimpice (1980) în care a câștigat o medalie de argint.

## Participări
Lista de mai jos prezintă principalele competiții la care a participat Sirvard Emirzyan de-a lungul carierei.
- diving at the 1980 Summer Olympics – women's 10 metre platform[*]